# طريقة نيوتن

طريقة نيوتن:مثال يوضح كيفية ايجاد حل للإقتران غير الخطي بخمس خطوات.
Funktion: الدالة
Tangente: مشتقة أو المماس

في التحليل العددي، طريقة نيوتن (بالإنجليزية: Newton's method)‏ أو طريقة نيوتن-رافسون (بالإنجليزية: Newton–Raphson method)‏ هي خوارزمية فعالة لإيجاد جذور تابع حقيقي. لذلك تعتبر مثالا لخوارزميات إيجاد الجذور. يمكن استخدامها لإيجاد الحدود العليا والحدود الدنيا لمثل هذه التوابع، عن طريق إيجاد جذور المشتق الأول للتابع.

## الطريقة
التأويل الهندسي كما يلي: نختار قيمة قصوى قريبة من «جذر المعادلة». ونغير التمثيل البياني بالمماس ونحسب الصفر التقريبي. صفر المماس هو قيمة تقريبية لجذر المعادلة، ومن ثم يمكن إعادة الحساب للحصول على حل أكثر قربا للجذر.
عمليا: العمليات بالنسبة لf : [a, b] → R, دالة معرفة وقابلة للاشتقاق على المجال[a, b]
نختار قيمة اعتباريةx0 (كلما كانت قريبة من الحل كلما كان أفضل). نحدد بالترجع بالنسبة لكل عدد صحيح طبيعيn:
{\displaystyle x_{n+1}=x_{n}-{\frac {f(x_{n})}{f'(x_{n})}}}
حيث 'f هي الدالة المشتقة للدالة f.
نستطيع أن نبين أنه إذا كانت 'f  دالة متصلة والجذر المجهول α معزول، فإنه يوجد مجاور ل α حيث لكل قيم الانطلاق x0 للجوار، المتتالية (xn) تقترب من α. أكثر من ذلك، إذا كانت f '(α) ≠ 0, فإن التقارب رباعي أي أن عدد الأرقام الصحيحة تقريبا تتضاعف في كل مرحلة.

## التاريخ
انظر إلى شرف الدين الطوسي وإلى غياث الدين الكاشي.

## أمثلة

### الجذر التربيعي لعدد ما
طريقة نيوتن هو واحدة من الطرق المستعملة من أجل حساب الجذر التربيعي.
على سبيل المثال، حساب الجذر التربيعي للعدد 612 يكافئ ايجاد حلحلة للمعادلة التالية:
{\displaystyle \,x^{2}=612}
إذن، الدالة التي ينبغي استعمالها في إطار طريقة نيوتن هي:
{\displaystyle \,f(x)=x^{2}-612}
ذات المشتقة التالية:
{\displaystyle f'(x)=2x.\,}
بقيمة متنبئة أصلية مساوية للعدد 10، المتتالية التي تعطيها طريقة نيوتن هي كما يلي:
{\displaystyle {\begin{matrix}x_{1}&=&x_{0}-{\dfrac {f(x_{0})}{f'(x_{0})}}&=&10-{\dfrac {10^{2}-612}{2\cdot 10}}&=&35.6\quad \quad \quad {}\\x_{2}&=&x_{1}-{\dfrac {f(x_{1})}{f'(x_{1})}}&=&35.6-{\dfrac {35.6^{2}-612}{2\cdot 35.6}}&=&{\underline {2}}6.395505617978\dots \\x_{3}&=&\vdots &=&\vdots &=&{\underline {24.7}}90635492455\dots \\x_{4}&=&\vdots &=&\vdots &=&{\underline {24.7386}}88294075\dots \\x_{5}&=&\vdots &=&\vdots &=&{\underline {24.7386337537}}67\dots \end{matrix}}}
حيث الأرقام الصحيحة مسطر عليهن. بعد عدد قليل فقط من التكرارات، أمكن الحصول على حلحلة دقيقة إلى حدود مجموعة من الأرقام بعد الفاصلة.

### حلحلة المعادلة cos(x) =x3
{\displaystyle {\begin{matrix}x_{1}&=&x_{0}-{\dfrac {f(x_{0})}{f'(x_{0})}}&=&0.5-{\dfrac {\cos(0.5)-(0.5)^{3}}{-\sin(0.5)-3(0.5)^{2}}}&=&1.112141637097\\x_{2}&=&x_{1}-{\dfrac {f(x_{1})}{f'(x_{1})}}&=&\vdots &=&{\underline {0.}}909672693736\\x_{3}&=&\vdots &=&\vdots &=&{\underline {0.86}}7263818209\\x_{4}&=&\vdots &=&\vdots &=&{\underline {0.86547}}7135298\\x_{5}&=&\vdots &=&\vdots &=&{\underline {0.8654740331}}11\\x_{6}&=&\vdots &=&\vdots &=&{\underline {0.865474033102}}\end{matrix}}}